# دايفيد هيرندون
دايفيد هيرندون (بالإنجليزية: David Herndon)‏ هو لاعب كرة قاعدة أمريكي، ولد في 4 سبتمبر 1985 في بنما سيتي في الولايات المتحدة.

## وصلات خارجية
- دايفيد هيرندون على موقع دوري كرة القاعدة الرئيسي (الإنجليزية)
- دايفيد هيرندون على موقعبيزبول رفرنس.كوم (الدوري الرئيسي) (الإنجليزية)
- دايفيد هيرندون على موقعبيزبول رفرنس.كوم (الدوري الثانوي) (الإنجليزية)
- دايفيد هيرندون على موقع إي إس بي إن.كوم (أم.أل.بي) (الإنجليزية)
- دايفيد هيرندون على موقع مشجعي الرسوم البيانية (الإنجليزية)